# Ted Scott (Pseudonym)
Ted Scott ist ein Verlagspseudonym des Pabel-Moewig Verlags, das für die Heftromanreihen Utopia Zukunftsroman und Utopia-Großband verwendet wurde. Es wurde von den folgenden Autoren genutzt:
- H. G. Francis
- Gerhard Hoffmann
- Wilhelm P. Hoffmanns
- Peter Theodor Krämer
- Hermann Werner Peters
- Joachim Puhle